# Westensee

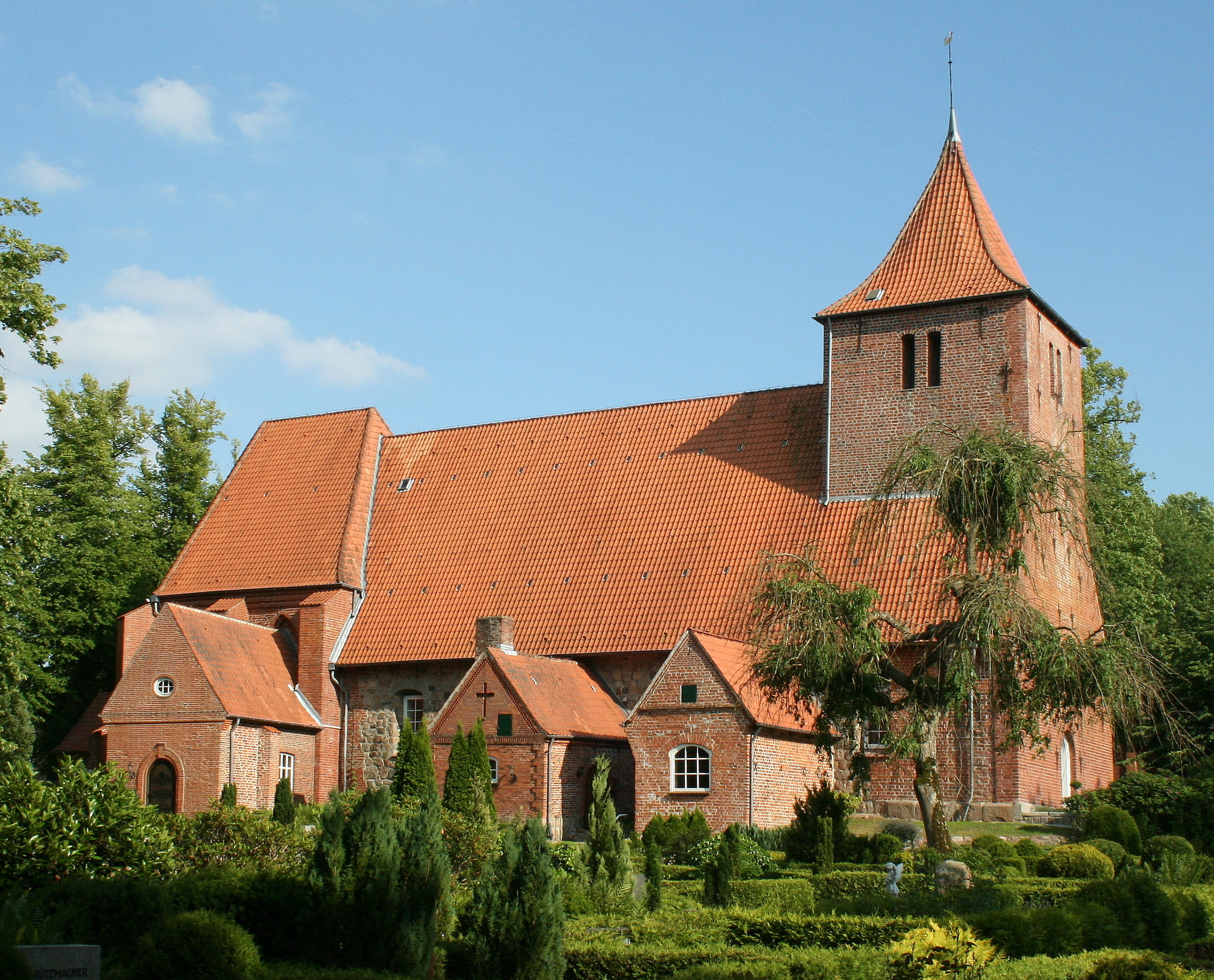
Fachada oeste da igreja St. Catharinen em Westensee

Westensee é um município da Alemanha, localizado no distrito de Rendsburg-Eckernförde, estado de Schleswig-Holstein.